# Dedryck Boyata
Dedryck Anga Boyata (Bruselas, 28 de noviembre de 1990) es un exfutbolista belga que jugaba de defensa. Desde agosto de 2025 es entrenador asistente de la selección sub-21 de Bélgica.

## Trayectoria

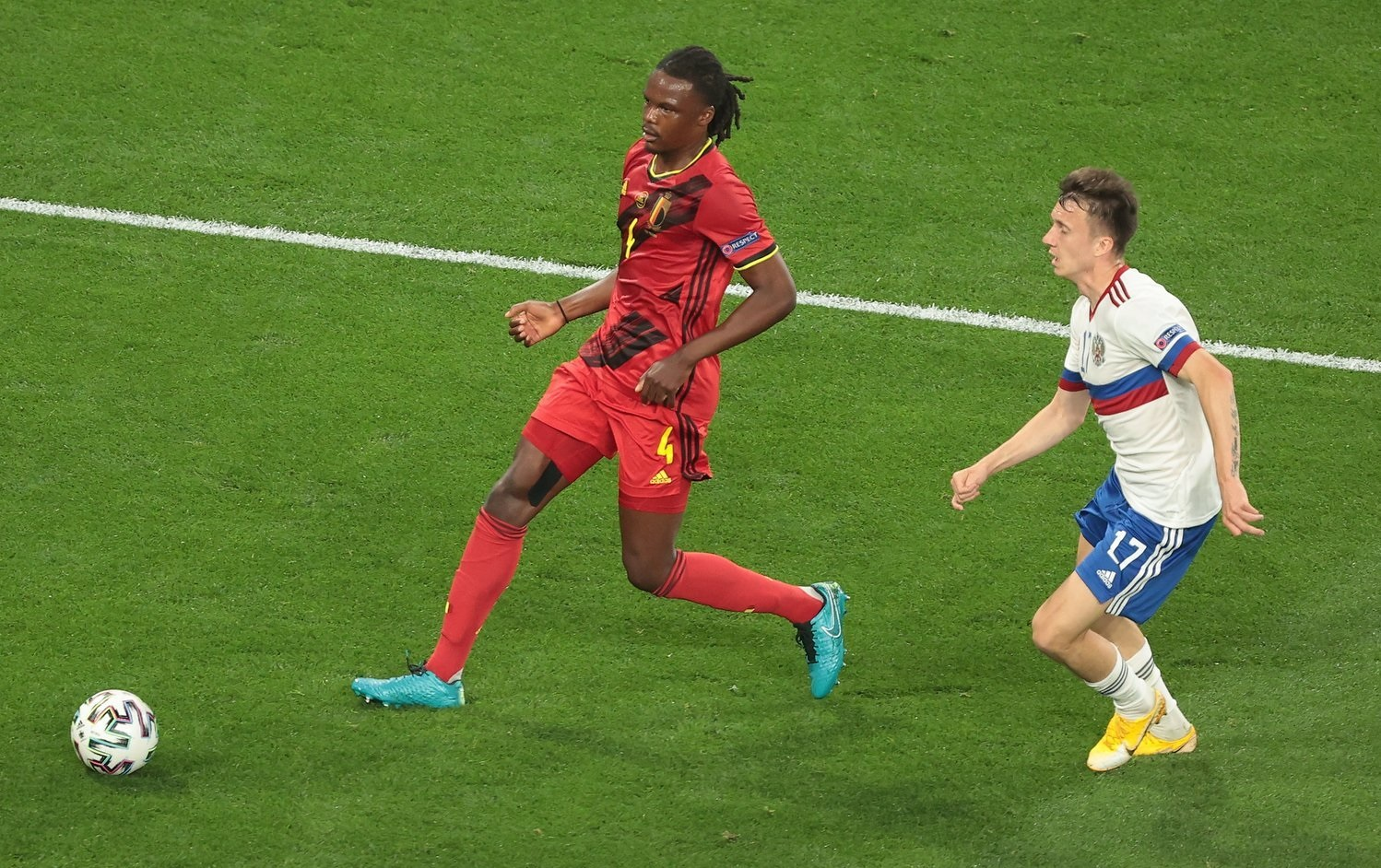
Dedryck Boyata y Aleksandr Golovin durante el partido de fútbol Bélgica vs. Rusia (12 de junio de 2021)

Comenzó su carrera en un equipo juvenil en Bruselas antes de unirse al Manchester City en 2006. Hizo su debut en el primer equipo contra el Middlesbrough en la Copa de Inglaterra en enero de 2010, jugando de central y ayudando a su equipo con una victoria por 1-0. El debut en liga fue como suplente ante el Blackburn Rovers sustituyendo a Martin Petrov en el minuto 86. Su primera titularidad en liga llegó ante el Hull City, el 6 de febrero de 2010. Fue nombrado mejor jugador joven de la temporada 09-10 por sus esfuerzos durante los dos partidos de la semifinal de la Carling Cup. 
Anotó el segundo gol de su equipo en la clasificación para Liga Europa, contra el FC Timisoara el 26 de agosto de 2010, su primer gol para el club.
El 26 de agosto de 2011 fue cedido al Bolton Wanderers. Hizo su debut el 10 de septiembre en la derrota en casa del Bolton 5-0 ante el Manchester United y el 2 de octubre marcó su primer gol con el Bolton ante el Chelsea. Sufrió una lesión en el tobillo en la derrota 2-0 ante el Sunderland el 23 de octubre, que lo mantuvo fuera durante seis semanas. Volvió a jugar con el Bolton el 3 de diciembre en el partido ante el Tottenham Hotspur.
El 31 de agosto de 2012 fue cedido al F. C. Twente, de la liga neerlandesa. Jugó 8 partidos antes de volver al Manchester City el 8 de enero de 2013.

## Selección nacional
Ha sido internacional con la selección de fútbol de Bélgica, ha jugado 31 partidos internacionales.
El 4 de junio de 2018 el seleccionador Roberto Martínez lo incluyó en la lista de 23 para el Mundial. Fue titular en los tres partidos de la fase de grupos, que Bélgica pasó con holgura, pero no volvió a jugar una vez recuperado Vincent Kompany de su lesión. La selección belga acabaría el torneo en un histórico tercer lugar.

### Participaciones en Copas del Mundo
| Mundial           | Sede  | Resultado    | Partidos | Goles |
| ----------------- | ----- | ------------ | -------- | ----- |
| Copa Mundial 2018 | Rusia | Tercer lugar | 3        | 0     |

### Participaciones en Eurocopas
| Copa          | Sede   | Resultado        | Partidos | Goles |
| ------------- | ------ | ---------------- | -------- | ----- |
| Eurocopa 2020 | Europa | Cuartos de final | 2        | 0     |

## Clubes
| Club                            | País         | Año       |
| ------------------------------- | ------------ | --------- |
| Manchester City F. C.           | Inglaterra   | 2009-2015 |
| Bolton Wanderers F. C. (cedido) | Inglaterra   | 2011-2012 |
| F. C. Twente (cedido)           | Países Bajos | 2012-2013 |
| Celtic F. C.                    | Escocia      | 2015-2019 |
| Hertha de Berlín                | Alemania     | 2019-2022 |
| Club Brujas                     | Bélgica      | 2022-2025 |

## Palmarés

### Campeonatos nacionales
| Título                      | Club                  | País       | Año     |
| --------------------------- | --------------------- | ---------- | ------- |
| FA Cup                      | Manchester City F. C. | Inglaterra | 2010-11 |
| Community Shield            | Manchester City F. C. | Inglaterra | 2012    |
| Copa de la Liga             | Manchester City F. C. | Inglaterra | 2013-14 |
| Scottish Premiership        | Celtic F. C.          | Escocia    | 2015-16 |
| Scottish Premiership        | Celtic F. C.          | Escocia    | 2016-17 |
| Copa de Escocia             | Celtic F. C.          | Escocia    | 2016-17 |
| Copa de la Liga             | Celtic F. C.          | Escocia    | 2016-17 |
| Copa de la Liga             | Celtic F. C.          | Escocia    | 2017-18 |
| Scottish Premiership        | Celtic F. C.          | Escocia    | 2017-18 |
| Copa de Escocia             | Celtic F. C.          | Escocia    | 2017-18 |
| Copa de la Liga             | Celtic F. C.          | Escocia    | 2018-19 |
| Scottish Premiership        | Celtic F. C.          | Escocia    | 2018-19 |
| Copa de Escocia             | Celtic F. C.          | Escocia    | 2018-19 |
| Primera División de Bélgica | Club Brujas           | Bélgica    | 2023-24 |